# Sjeveroistočni pashayi jezik
Sjeveroistočni pashayi jezik (ISO 639-3: aee), dardski jezik uže kunarski jezici|kunarske skupine kojim govori 54 400 ljudi (2000) u provinciji Kunar, zapadno u Asabada, u Afganistanu. Pripadnici etničke grupe (Sjeveroistočni Pashayi ili Pashai) govore nekoliko dijalekata: aret, chalas (chilas), kandak, kurangal i kurdar.

## Vanjske poveznice
- Ethnologue (14th)
- Ethnologue (15th)